# 中华人民共和国突发事件应对法
《中华人民共和国突发事件应对法》，是2007年8月30日第十届全国人民代表大会常务委员会第二十九次会议通过的法律，自2007年11月1日起施行。

## 草案审定
本法原拟稱《中華人民共和國緊急狀態法》，全文共七章、62條、一萬多字，由中华人民共和国国务院法制办公室自2004年後屢經修改而成。全国人民代表大会常务委员会於2006年6月24日召開第22次會議，開始審議該草案。條例將規管四大突發事件的處理手法，當中包括自然災害、事故災難、公共衞生和社會安全事件。
草案規定政府應按照有關規定統一、準備、及時公布疫情發布，但亦指明若訊息不利於應急工作，可獲豁免。草案亦提出，若傳媒擅自發布公共衛生、政府對應方案、或報道虛假等，一旦情節嚴重或造成嚴重後果，將被罰款5至10萬元，該條例內容引起民間爭議。
2024年6月28日，第十四届全国人民代表大会常务委员会第十次会议通过了修订后的《突发事件应对法》。修订后的法律规定，国家建立健全突发事件新闻采访报道制度，有关人民政府和部门应当做好新闻媒体服务引导工作，对新闻报道和舆论监督给予支持。

## 法律内容
本法全文共七章、70條。修订后的法律全文共八章、106條。